# Putgarten
Putgarten är en kommun och ort på ön Rügen i Mecklenburg-Vorpommern i Tyskland. Putgarten ligger på den nordöstra delen av halvön Wittow mycket nära Kap Arkona. Orten ligger nära Kap Arkonas fyrtorn, som är ett viktigt turistmål för ön.
Kommunen ingår i kommunalförbundet Amt Nord-Rügen tillsammans med kommunerna Altenkirchen, Breege, Dranske, Glowe, Lohme, Sagard och Wiek.